# John Leech (caricaturiste)
Pour les articles homonymes, voir Leech.
John Leech, né le 29 août 1817 à Londres et mort le 29 octobre 1864 dans la même ville, est un caricaturiste et illustrateur anglais. Il est surtout connu pour sa participation à Punch, un magazine humoristique de satire politique, puis comme l'illustrateur d'Un chant de Noël de Charles Dickens. 
Leech se conforme aux préjugés de son temps tels que l'anti-américanisme et l'antisémitisme et est partisan de réformes sociales. Les dessins critiques mais aussi humoristiques de Leech à propos de la guerre de Crimée aident à former l'esprit du public sur l'héroïsme, la guerre et le rôle des Britanniques dans le monde,.

## Galerie

A Christmas Carol de Charles Dickens
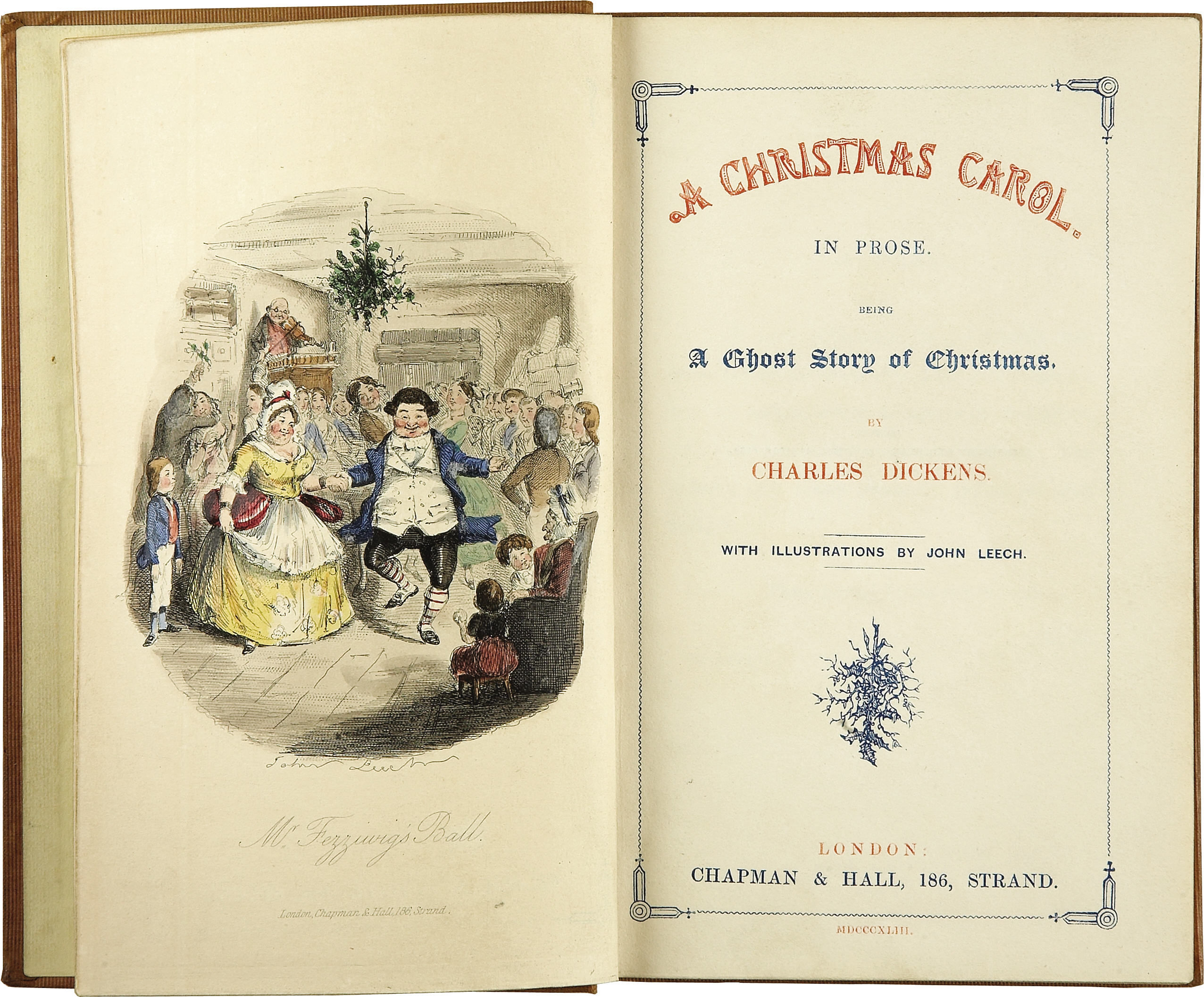
Première page de la première édition de A Christmas Carol de Charles Dickens.
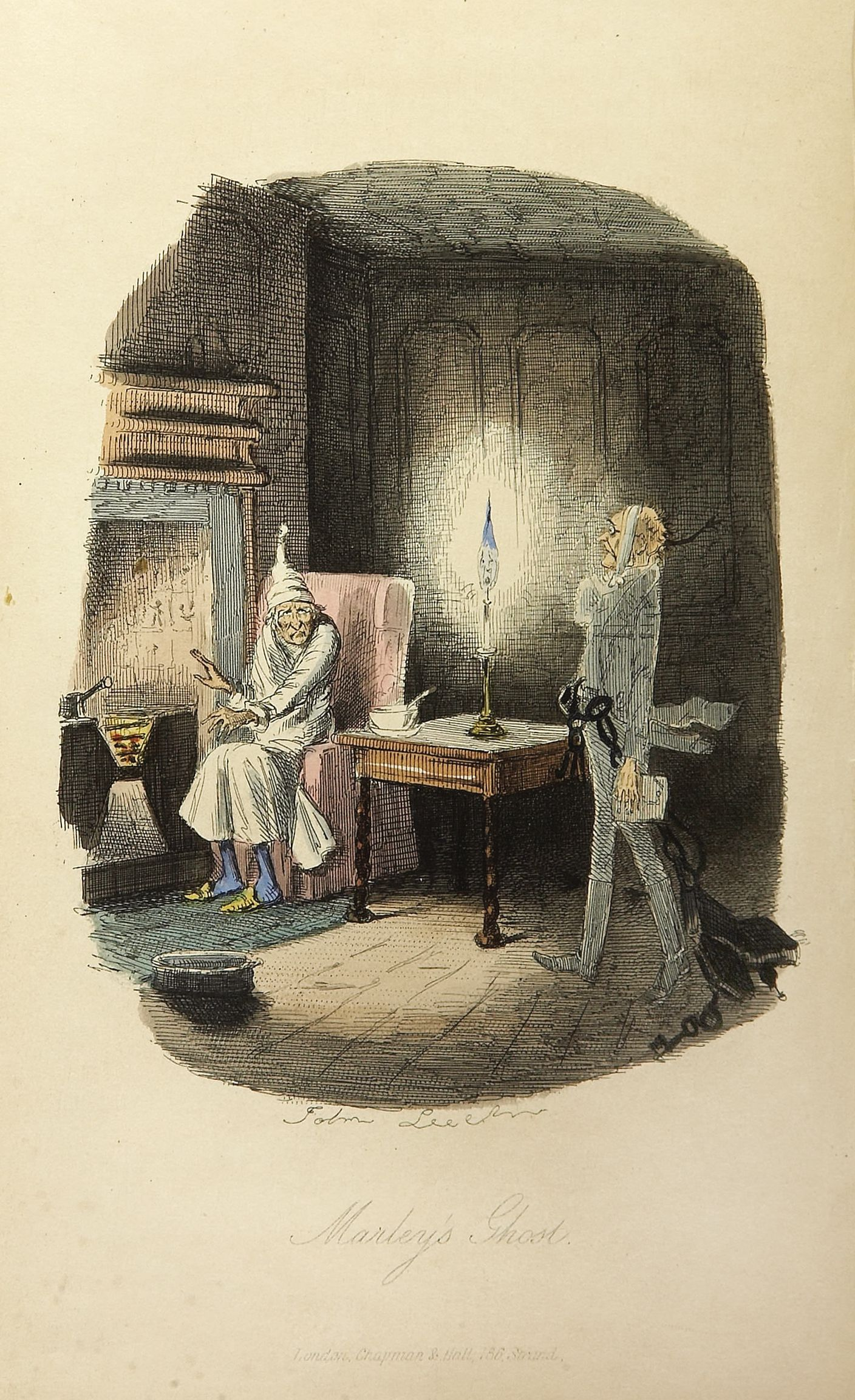
Le fantôme de Jacob Marley (en)
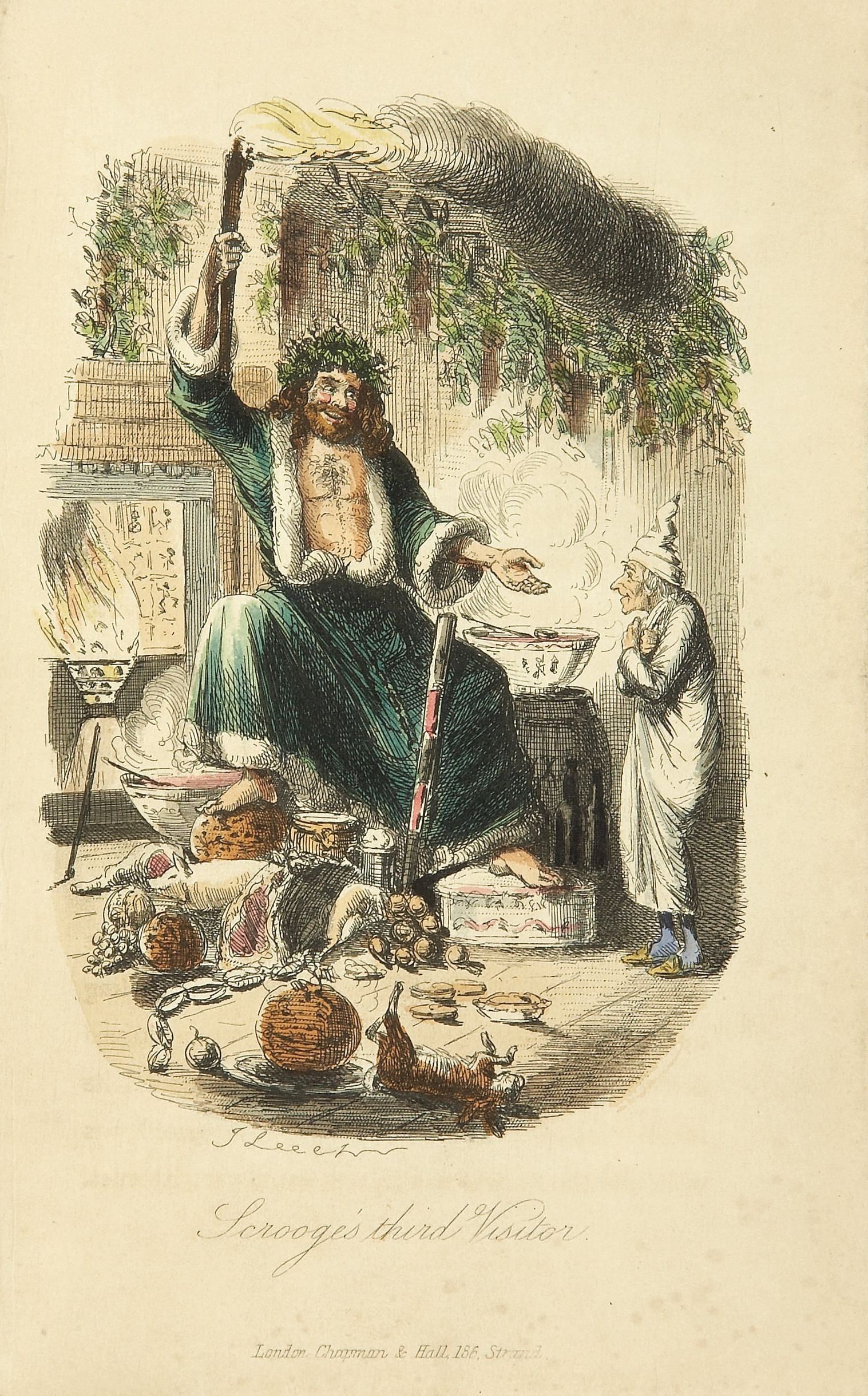
Ghost of Christmas Present (en)
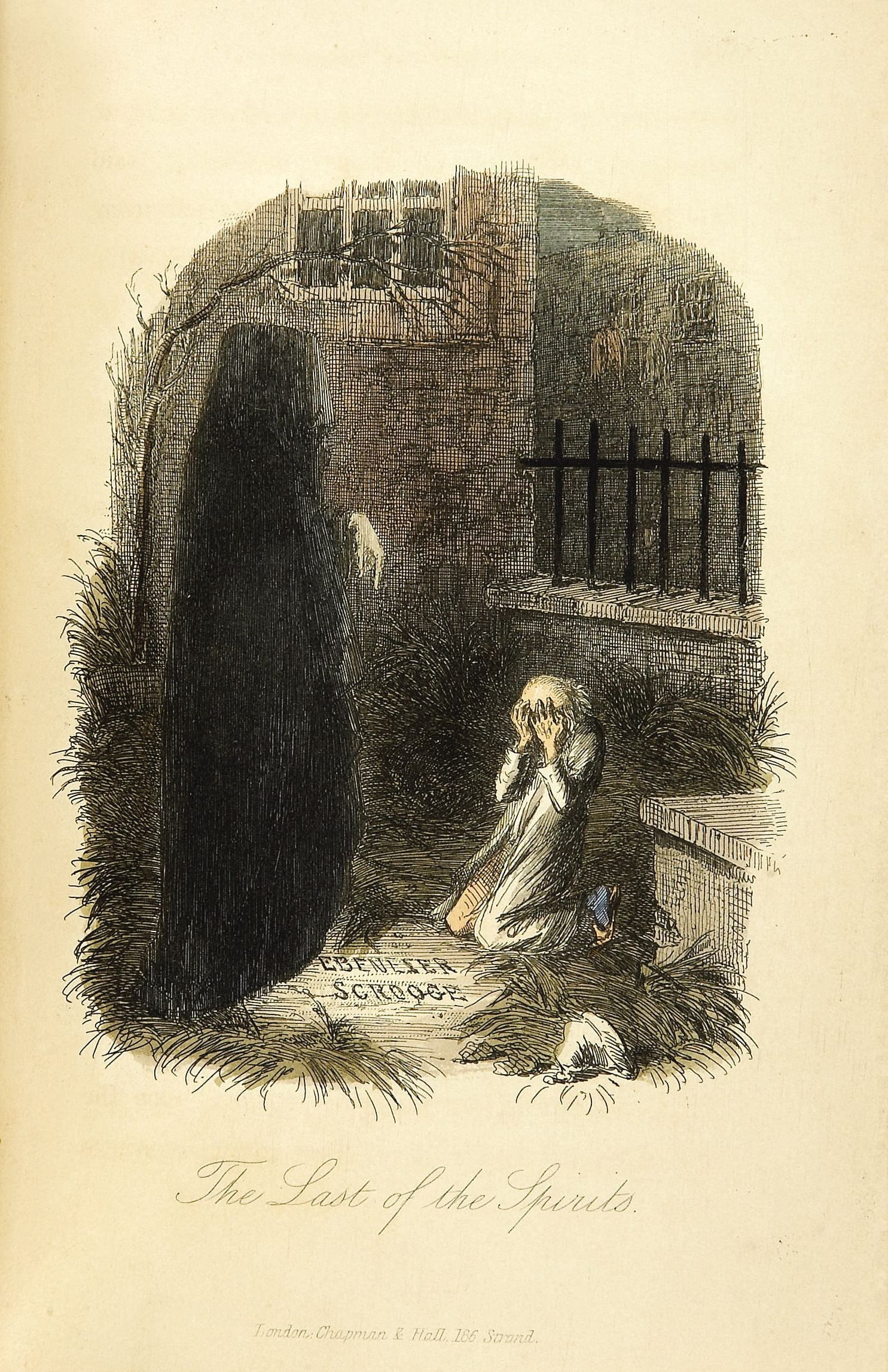
Ghost of Christmas Yet to Come (en)

The Comic History of Rome de Gilbert Abbott à Beckett
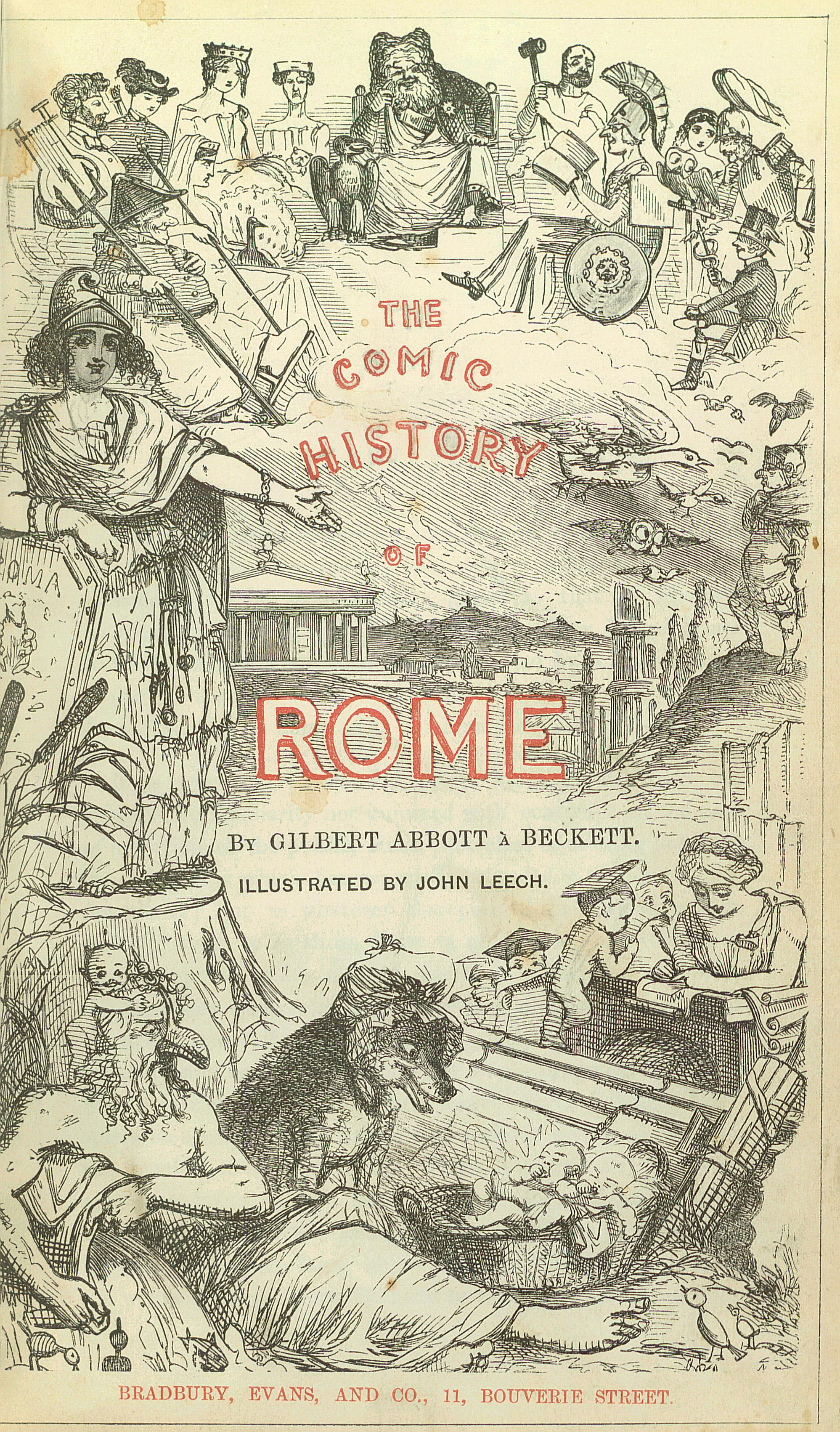
Page de titre de The Comic History of Rome de Gilbert Abbott à Beckett [lire en ligne]
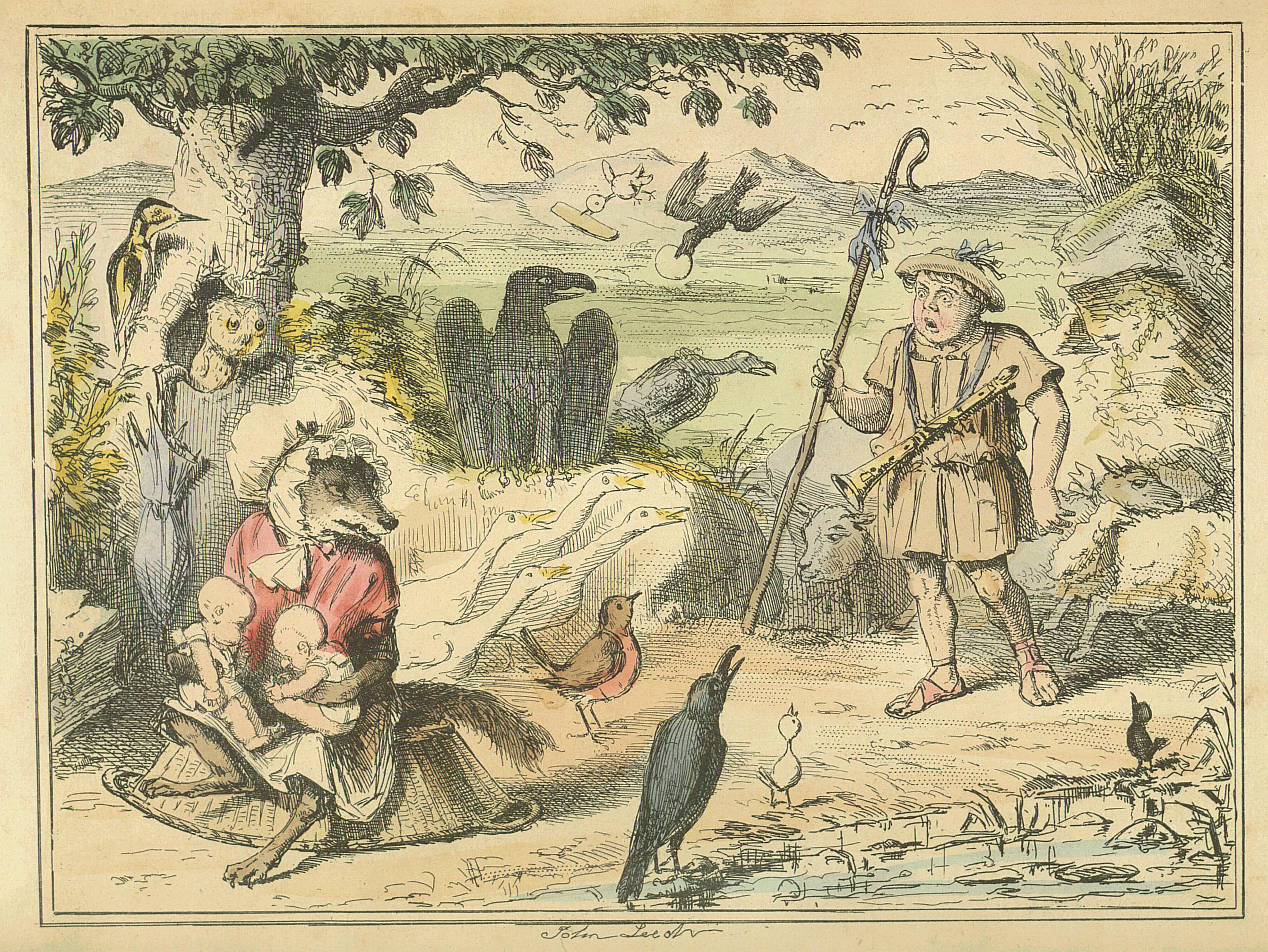
Romulus et Rémus découverts par un gentil berger.
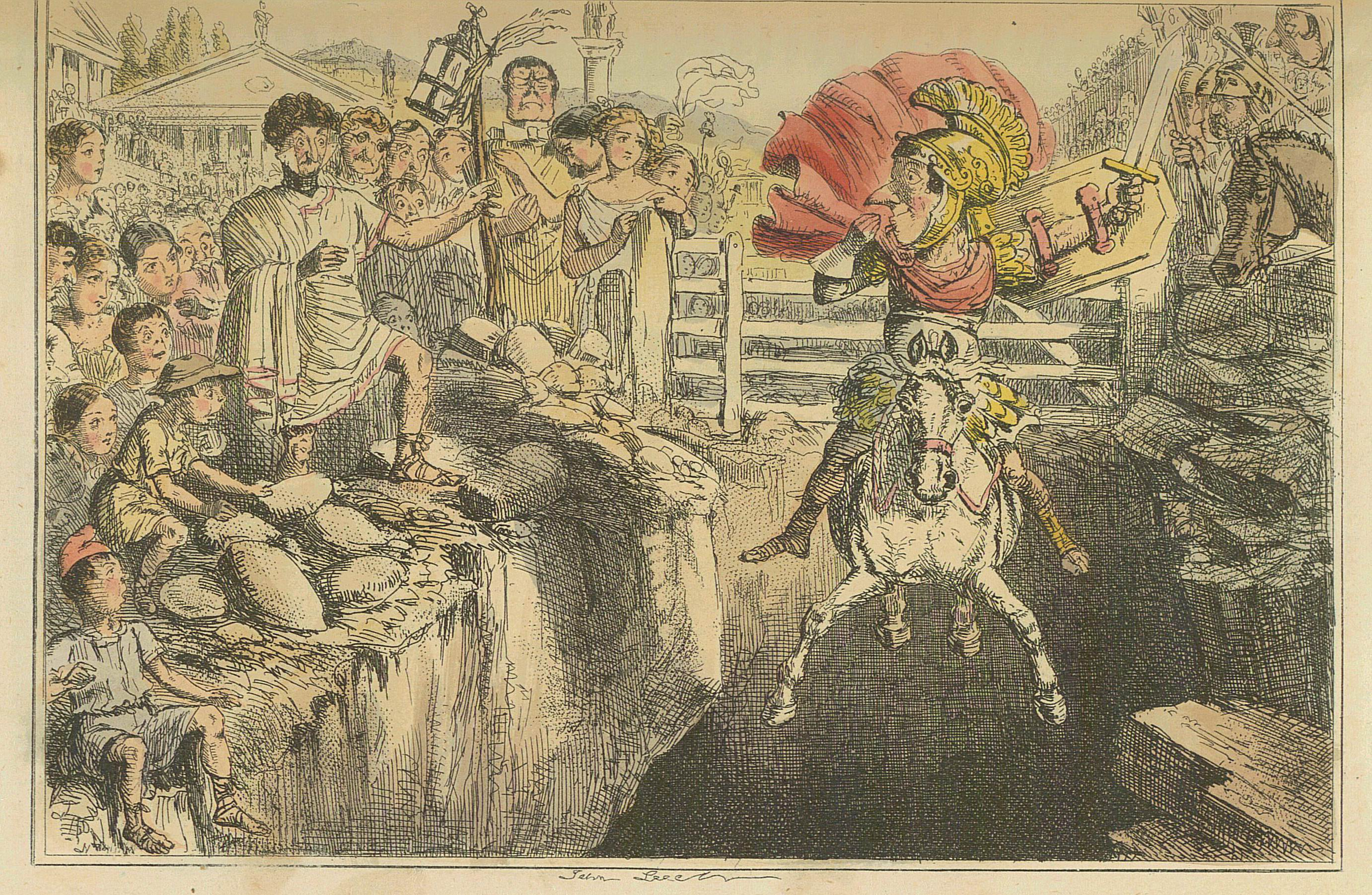
Marcus Curtius sautant dans le gouffre
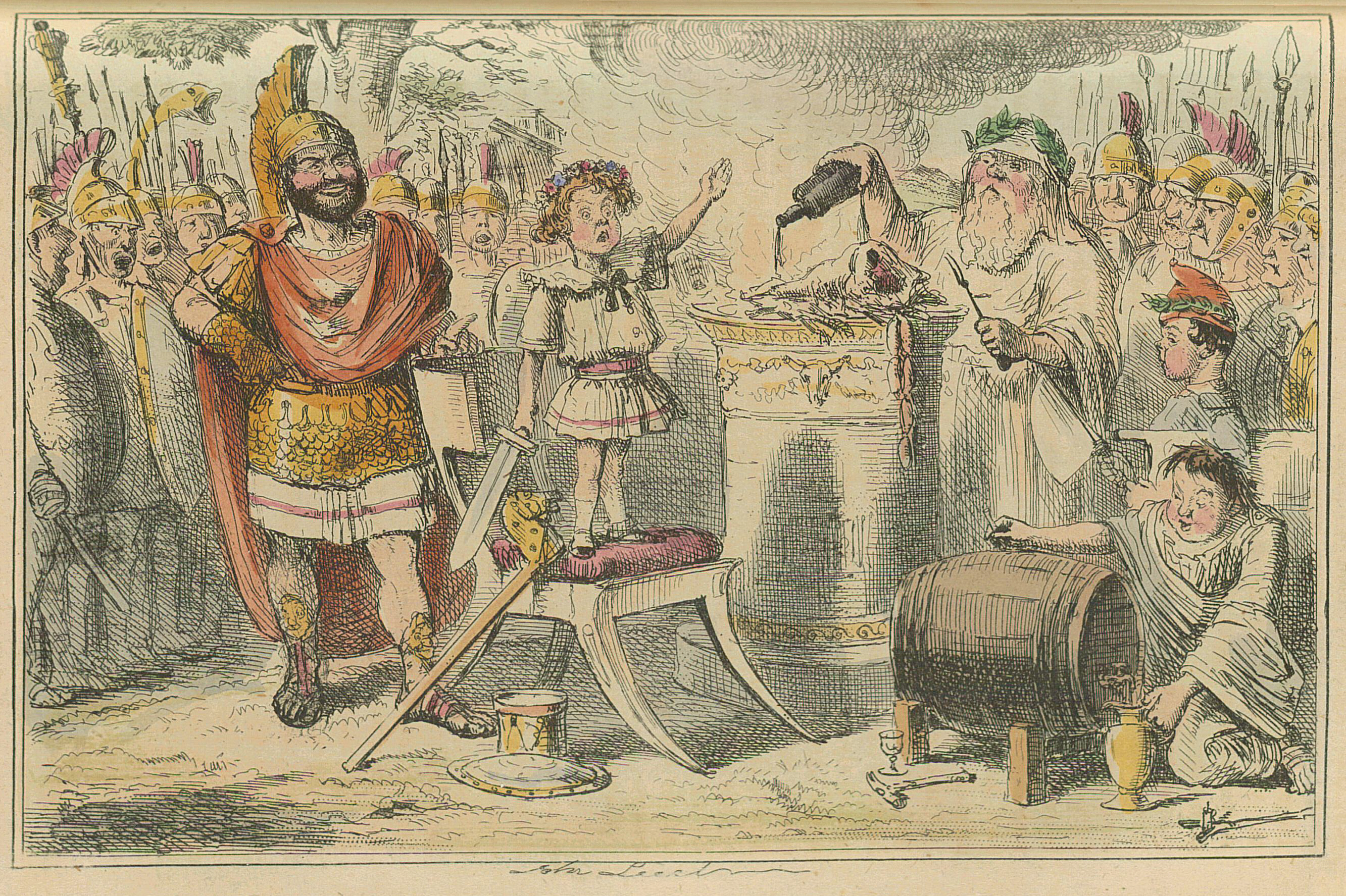
Hannibal, enfant, jure une haine éternelle aux Romains.
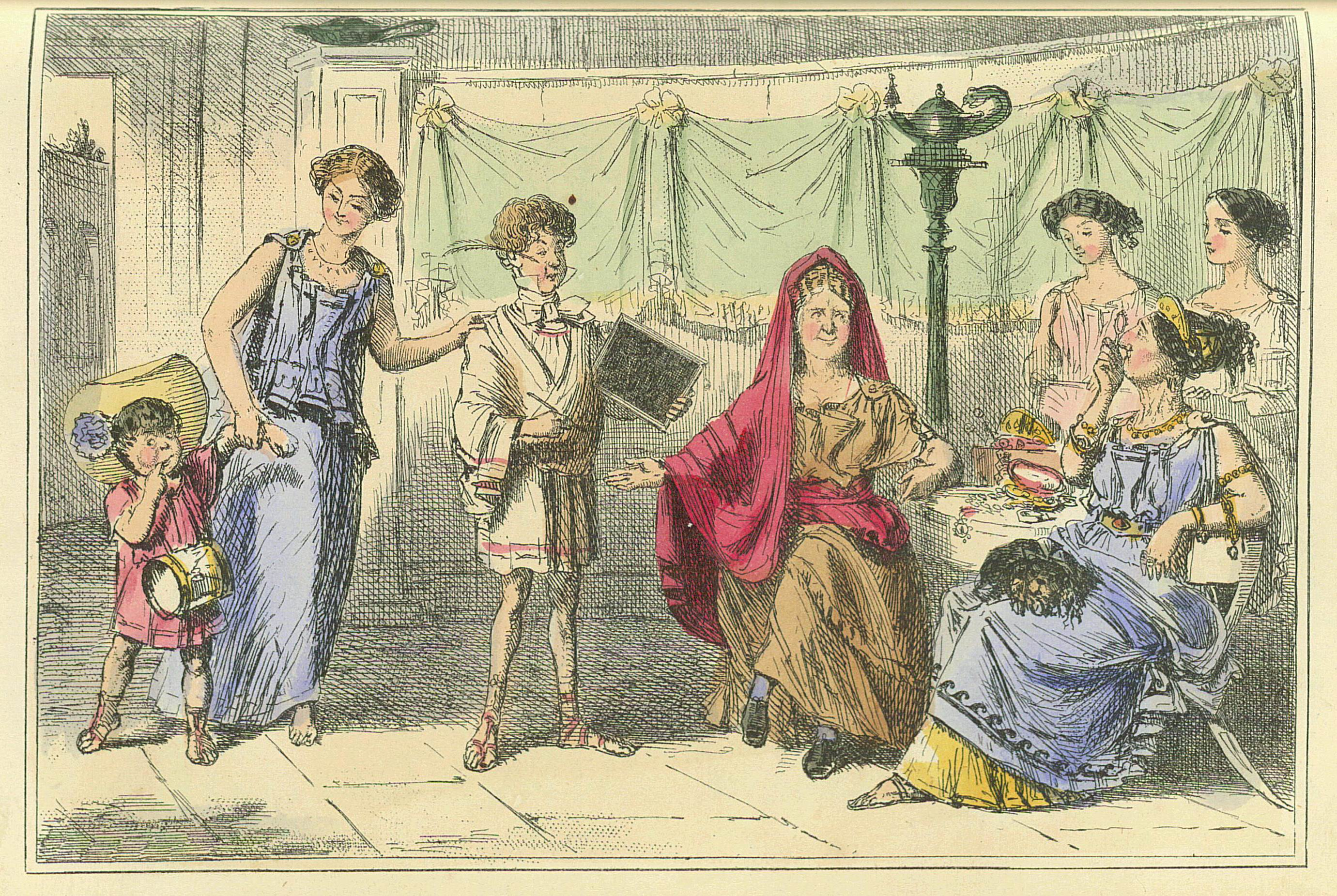
Cornelia Africana, mère des Gracques